# Об'єкт 287
Об'єкт 287 — експериментальний радянський ракетний танк. «Об'єкт 287» був створений в 1965 році під керівництвом Ж. Я. Котіна в Ленінградському конструкторському бюро. Створено на базі шасі Об'єкту 432. На озброєння Об'єкт 287 не брався.

## Опис
Об'єкт 287 — класичний ракетний танк, який не має танкової гармати. Основна зброя «Об'єкту 287» — протитанкові керовані ракети. У порівнянні з усіма попередніми проектами, даний танк мав безліч конструктивних і технологічних інновацій.

## Броньовий корпус і башта
Башта в «Об'єкту 287» була відсутня — замість неї на даху корпусу була змонтована обертова платформа, в середній частині якої був люк для висунення пусковий ракетної установки. Дана установка в похідному режимі була розміщена всередині корпусу танка, а під час бою висувалася для стрільби. Праворуч і ліворуч від кришки люка були приварені по одному броньованому ковпаку для розміщення в кожному з них 73-мм напівавтоматичної гладкоствольної гармати 2А25 «Блискавка» і спареного з нею кулемета ПКТ.

## Озброєння
Об'єкт 287 був озброєний протитанковими керованими ракетами 9М15 «Тайфун», які наводилися на ціль вручну за допомогою радіокоманд. Ракети мали калібр 140 мм і швидкість польоту 250 м/сек. Бронепробиття бойової осколково-кумулятивної частини ракети становила 500 мм, а її осколкова дія було рівноцінна дії 100-мм осколково-фугасного снаряду.
Ракетна пускова установка в бойовому положенні була стабілізована у двох площинах, її кут горизонтального наведення становив 200 градусів. Боєкомплект пускової установки становив 15 ракет, які розміщувалися в автоматичному механізмі подачі. Дальність стрільби варіювалася від 500 метрів до 4 кілометрів. Пуск керованих ракет міг проводитися як з ходу, так і з місця при працюючому двигуні танка.
Дві 73-мм автоматичні гладкоствольні гармати 2А25 «Блискавка» мали механізм заряджання револьверного типу ємністю 8 пострілів. Боєкомплект до двох «Блискавок» складався з 32-х активно-реактивних снарядів ПГ-15В «Спис», бронепробиття яких дорівнювало 300 мм.
Управління комплексом озброєння танка здійснювалося дистанційно. На танку був встановлений панорамний комбінований приціл без підсвітки з незалежною лінією прицілювання і стабілізованим в двох площинах полем зору.

## Екіпаж
Екіпаж танка складався з двох чоловік — механіка-водія і командира-оператора. Вони розташовувалися в передній частині корпусу танка у відділенні управління, яке було ізольовано від бойового відділення перегородкою. Зліва від пускової установки розташовувався механік-водій, а справа — командир-оператор. Для входу та виходу з танка обидва члени екіпажу мали персональні окремі люки.
Лобова частина корпуса танка була представлена комбінованою броньованою конструкцією, в якій як наповнювач застосовувався склопластик. Ця броньова конструкція могла забезпечити захист танка від бронебійних снарядів калібру 122 мм і від кумулятивних засобів, які мали бронепробиття до 600 мм. На внутрішній поверхні населеного відділення корпусу була встановлена протирадіаційних підкладка.
Максимальна швидкість танка дорівнювала 66 км/год, він мав обладнання для підводного водіння. «Об'єкт 287» мав таку ж конструкцію силової установки, трансмісії і ходової частини, як і «Об'єкт 432».